# Victor Berden
 (novembre 2017).
Si vous disposez d'ouvrages ou d'articles de référence ou si vous connaissez des sites web de qualité traitant du thème abordé ici, merci de compléter l'article en donnant les références utiles à sa vérifiabilité et en les liant à la section « Notes et références ».
Pour les articles homonymes, voir Berden.
Victor Nicolas François Berden, né le 27 novembre 1820 à Kerkrade et mort le 22 octobre 1889 à Ixelles, est un juriste, magistrat, statisticien et administrateur de la Sûreté Publique belge.

## Biographie

### Jeunesse
Victor Berden est le fils de Jean Berden et de Jeannette Friessen, et avait de nombreux frères et sœurs, dont Charles Berden (1819 - 5 août 1886), avocat et magistrat reconnu. Il était marié à Maria Louisa Catharina Felicia Vaucamps depuis le 12 juillet 1859. Né dans la province de Limbourg, il arrive à Bruxelles en 1836, à l'âge de seize ans, et fait des études de droit à l'Université libre de Bruxelles. Il obtient son diplôme en 1844, en même temps que le titre de docteur en droit. 

### Carrière
Il entre alors dans le cabinet de Maître Orts, mais le quitte en 1847 pour s'inscrire au barreau de Bruxelles en tant qu'avocat en avril de la même année. Il commence alors sa carrière de magistrat le 6 août 1847, en devenant auditeur-militaire adjoint au Conseil de guerre d'Anvers. Il le reste jusqu'au 18 janvier 1849. Cette année-là, le 19 avril, il retrouve un poste de magistrat, cette fois-ci en tant qu'auditeur-militaire suppléant au Conseil de guerre du Brabant, poste qu'il n'occupe que jusqu'au 29 décembre 1850, car le lendemain, il devient substitut du procureur du roi au tribunal de première instance d'Arlon. Il occupe ce poste pendant près de trois ans. Le 2 octobre, il part remplir les mêmes fonctions à Tournai, avant de revenir à Bruxelles quatre ans plus tard, le 24 septembre 1857, pour devenir tout d'abord juge au Tribunal de première instance de Bruxelles, où il remplace Michel François Girardin, pour ensuite prendre le poste de juge d'instruction, toujours dans le même tribunal, à la place de Joseph Henri Ambroes, le 3 novembre 1858. Il est promu vice-président du tribunal de première instance de Bruxelles le 15 juin 1866, fonction qu'il n'exerce pas longtemps, car il devient conseiller à la Cour d'appel de Bruxelles le 14 octobre 1867. Victor Berden accepte, le 3 mars 1869, le poste d'administrateur de la Sûreté publique, et celui de directeur des prisons par la même occasion, où il succède à Napoléon Joseph Verheyen. Il occupe ces fonctions pendant près de dix ans, avant de démissionner le 14 octobre 1879, pour devenir secrétaire général du ministère de la Justice deux jours plus tard. Le 4 juin 1886, Berden quitte ses fonctions de secrétaire et part à la retraite avec le titre de "secrétaire général honoraire du ministère de la Justice". Deux jours plus tôt, il avait été nommé président du Conseil supérieur d'Hygiène publique. Il décède le 22 octobre 1889 d'une maladie cardiaque, à l'âge de 69 ans. Il sera remplacé par Adolphe Gautier de Rasse.

### Administrateur de la Sûreté publique et directeur des prisons
Victor Berden arrive à la tête de la Sûreté publique et de la direction des prisons à un moment crucial. "En effet, son prédécesseur, Édouard Ducpétiaux, avait, durant sa carrière, été le grand artisan de la propagation du système cellulaire en Belgique, et à sa mort en 1868, les autorités belges demandaient une évaluation précise du fonctionnement des institutions mises en place depuis le milieu du XIXe siècle". Berden arrive donc à ce poste en devant rendre compte des institutions en place, et cette demande des autorités sera à l'origine de plusieurs grandes interventions de l'administrateur. Ainsi, en 1869, Berden présente à la Chambre des Représentants un premier rapport sur la réforme pénitentiaire, et les résultats concluants de celle-ci. Cette intervention de Berden faisant l'apologie du régime cellulaire convainc les représentants, qui adoptent quelques mois plus tard une loi consacrant la primauté de ce système d'emprisonnement. Ce premier succès pousse Victor Berden à se lancer dans une des plus grandes entreprises statistiques consacrées au système pénitentiaire belge du XIXe siècle. Ainsi, pour l'année 1875, il publie trois volumes reprenant toutes les statistiques pénitentiaires de l'année écoulée, ce qui lui vaut une nomination à la Commission centrale de Statistiques en 1877. Deux ans plus tard, le directeur des prisons belges publie un second ouvrage, plus modeste, qui adopte un ton plus défensif que le précédent, le système pénitentiaire commençant à être critiqué. En 1879, Victor Berden comprend qu'il ne pourra pas mener la lutte qui oppose les partisans du régime cellulaire à ceux qui défendent de nouvelles mesures, comme la libération conditionnelle. C'est dans ce climat de relatives tensions que Berden remet sa démission d'administrateur de la Sûreté publique et de directeur des prisons le 14 octobre de l'année.

## Décorations
Victor Berden était titulaire de plusieurs décorations reçues de son vivant :
- Grand officier de l'ordre de Léopold I
- Grand officier de la couronne royale de Prusse
- Grand officier de la couronne d'Italie
- Grand officier de la couronne du Nicham et du Soleil levant du Japon
- Grand cordon de l'ordre de Saint Stanislas de Russie
- Officier de la légion d'honneur
- Officier et Commandeur de plusieurs autres ordres
- Décoré de la Croix civique de première classe.

## Publications
- Berden V., Statistiques des prisons et des établissements pénitentiaires et de réforme pour l'année 1875. Rapport présenté à M. le Ministre de la Justice par M. V. Berden, administrateur des prisons et de la sûreté publique, Bruxelles, 1875.
- Berden V., Statistiques des prisons et des établissements pénitentiaires et de réforme pour les années 1876 et 1877. Rapports présentés à Monsieur le Ministre de la Justice par M. V. Berden, administrateur des prisons et de la sûreté publique, Bruxelles, 1879.